# Guillain-Barréjev sindrom
Guillain-Barréjev sindrom, tudi Guillain-Barréjev polinevritis, je verjetno imunsko povzročena bolezen z ohlapnimi ohromitvami, ki se pričnejo v spodnjih udih in se postopoma vzpenjajo ter lahko poleg zgornjih udov prizadenejo tudi bulbarne živce; značilna je zvišana koncentracija beljakovin ob normalnem ali rahlo zvišanem številu celic v možgansko-hrbtenjačni tekočini.

## Znaki in simptomi
Za motnjo je značilna mišična oslabelost, ki po navadi najprej prizadene spodnje ude in hitro napreduje navzgor po telesu. Bolniki občutijo oslabelost nog, ki začnejo poklecavati. Spremenjeno je lahko tudi občutenje na koži (odrevenelost ali mravljinčenje). Oslabelost se širi po telesu navzgor, roke in obrazne mišice so običajno prizadete v nekaj urah ali dneh. Pogosto so prizadeti spodnji možganski živci, kar povzroči oslabelost zrkel in pojavijo se motnje pri požiranju ter dihanju. Večina bolnikov je treba hospitalizirati in okoli 30 % jih potrebuje mehanično ventilacijo. Pogosta težava je tudi oslabelost obraznih mišic. Težave s premikanjem oči so značilne za različico Guillain-Barréjevega sindroma, imenovano Fisher-Millerjev sindrom.
Motnje zaznavanja se lahko kažejo kot izguba propriocepcije (zaznavanje lokacije dražljaja) in arfleksija (popolna izguba globokih kitnih refleksov). Izguba zaznavanja bolečine in temperature je običajno blaga. 
Pogost simptom so tudi globoke bolečine v prizadetih mišicah, ki so podobne bolečinam zaradi prekomerne telovadbe. Učinkoviti so standardni analgetiki. V hudih primerih se lahko pojavi disfunkcija sečnega mehurja, ki pa je prehodna. Če je disfunkcija huda, obstaja sum na motnjo hrbtenjače.
Vročina ni prisotna, če pa se pojavi, pa je treba poiskati drug vzrok.
Pri hudih primerih bolezni je pogosta tudi izguba avtonomnih funkcij, kar se kaže kot veliko nihanje krvnega tlaka, ortostatska hipotenzija in srčne aritmije.
Pojavijo se lahko tudi hiponatremija (zaradi sindroma neustreznega izločanja antidiuretskega hormona), rakave bolezni, okužbe in bolezni živčevja. 
Simptomi pri Guillain-Barréjevem sindromu so podobni kot pri progresivni vnetni nevropatiji.

## Vzroki
Vse oblike Guillain-Barréjevega sindroma so posledica imunskega odziva na tuje antigene (na primer povzročitelje okužb); organizem pomotoma napada svoje živčevje namesto tujih antigenov. Tarča takih imunskih napadov naj bi bili gangliozidi, ki je sestavina živčnega tkiva. Najpogostejši prepoznani vzrok sindroma je okužba z bakterijo Campylobacter jejuni. Vendar pa pri 60 % primerov vzrok ostane neodkrit. Ena od študij predpostavlja, da naj bi v določenih redkejših primerih bolezen sprožila virus influence oziroma imunska reakcija na ta virus.
Končni izid avtoimunskih napadov na periferne živce je poškodba mielina, lipidne izolacijske obloge okoli aksonov, ter blokada prevajanja dražljajev po živcih, kar povzroči mišično ohromelost, lahko pa tudi motnje zaznavanja ter delovanja avtonomnega živčevja.
Pri blažjih oblikah bolezni lahko pride do hitrega okrevanja, če se pojavi ponovna mielinizacija aksonov. V hujših primerih nastopijo poškodbe samih aksonov in stopnja okrevanja je odvisna od regeneracije tkiva. Nedavna študija je pokazala, da je pri 80 % bolnikov prizadet le mielin, pri preostalih 20 % pa pride dejansko do poškodb aksonov.
Guillain-Barréjev sindrom je motnja obkrajnega živčevja in za razliko na primer od multiple skleroze ne prizadene možganov in hrbtenjače.